# Autumnimiris roseus
Autumnimiris roseus är en insektsart som först beskrevs av William Lucas Distant 1883.  Autumnimiris roseus ingår i släktet Autumnimiris och familjen ängsskinnbaggar. Inga underarter finns listade i Catalogue of Life.